# بنت الصحن
بِنْت الصَّحْن فطير بالسمن والعسل وهي حلوى يمنية، وتشيع ببعض الدول العربية، غالباً ما تُقَدَّم في المناسبات. تتكون من عدة طبقات من رقائق العجين، تُحَضَّر من الدقيق، البيض، السمن، الخميرة، الملح والسكر وتزين بالحبة السوداء. تخبز ومن ثم تسقى بالعسل.

## المعلومات الغذائية
تحتوي وجبة بنت الصحن (90غ تقريباً) على المعلومات الغذائية التالية:
- سعر حراري:291.6
- كاربوهيدرات:  23.5 غم
- بروتين:  4.4 غم
- دهون:  20 غم